# Odio implacabile
Odio implacabile (Crossfire) è un film del 1947 diretto da Edward Dmytryk.

## Trama
Un uomo, Giuseppe Samuel, viene pestato fino ad essere ucciso nel suo appartamento a Washington.
La presenza sulla scena del delitto dei documenti di un militare, Arthur Michell, indirizza immediatamente le indagini del capitano Finlay.

Robert Ryan e Robert Young in una scena del film

La seconda guerra mondiale è appena terminata e la città è piena di militari, o già congedati o sulla via del congedo o in corso di ricollocamento. Finlay interroga due amici del ricercato, Montgomery e il sergente Keeley, che si mostrano esplicitamente ostili alle indagini. Entrambi non negano che Mitchell stesse attraversando un momento difficile, ma Keeley aggiunge che non è assolutamente possibile che l'amico possa arrivare ad uccidere un uomo, mentre Montgomery - nel racconto dei fatti a lui noti - attacca la vittima mostrando un sentimento antisemita e inguaia il ricercato.
Finlay prosegue per tutta la notte le indagini, con Keeley che per primo rintraccia Mitchell cercando di scagionarlo prima ancora di consegnarlo alla polizia. Intanto Montgomery si svela essere stato il responsabile dell'assassinio e uccide anche il complice Bowers.
Consegnato Mitchell, all'alba Finlay lo scagiona avendo intuito il movente dell'omicidio. Come spiega infatti al soldato Leroy, cui affida la trappola per attirare a sé Montgomery, l'odio dell'intolleranza può far commettere i delitti più atroci, come può testimoniare lui stesso in prima persona, nipote di un immigrato irlandese ucciso unicamente in quanto cattolico.
Grazie alla collaborazione di più militari, la polizia riesce dunque ad incastrare ed arrestare Montgomery, duplice omicida, mosso da odio antisemita.

## Produzione
Quello che nel soggetto di Richard Brooks, scrittore e regista all'epoca arruolato nei Marines, è l'omicidio di un omosessuale, nella sceneggiatura di John Paxton diventa l'assassinio di un ebreo, traslando i termini della vicenda, fermo restando il tema dell'intolleranza e odio del diverso. Questo è conseguenza dell'applicazione del Codice Hays che impediva esplicitamente l'allusione nei film a "perversioni sessuali". Tale era la considerazione dell'omosessualità nell'America del 1947.

## Riconoscimenti
Il film vinse Grand Prix du Festival come miglior film sociale al 2º Festival di Cannes.
Il film ottenne 5 candidature ai Premi Oscar 1948: miglior film, miglior regista (Edward Dmytryk), miglior attore non protagonista (Robert Ryan), miglior attrice non protagonista (Gloria Grahame) e migliore sceneggiatura non originale (John Paxton).
Nel 1947 il National Board of Review of Motion Pictures l'ha inserito nella lista dei migliori dieci film dell'anno.